# Tommys
Tommys är ett finlandssvenskt dansband från Vasa, bildat 1980. Hans Martin var sångare där från bildandet och fram till år 2000. Under 1980-talet spelade bandet mest i Österbotten, samt svensktalande delar av södra Finland. I Sverige slog man igenom 1991 med låten "Vår dotter".

## Diskografi
- Sommarhälsning - 1988
- En ny glädje - 1989
- De tusen sjöars land - 1990
- Vår dotter - 1991
- Ensamhet - 1991
- Hyllning till far och mor - 1994
- Som en vårnatt - 1994
- Lyckans land - 1997
- En liten blomma - 1997
- Som vita duvor - 1998
- Min kärlek blommar än - 1999
- Till en vän - 2000
- En liten blomma - 2001
- Aftonstjärnan - 2001
- Tommys bästa - 2001
- I kväll ska vi ha fest - 2003
- En dag i taget - 2006
- Stunder av lycka - 2006
- Spegelbild - 2011
- Nånting - 2013
- Kära mor - 2015
- Våga vinna - 2018
- Tillsammans - 2021

## Melodier på Svensktoppen
- Min kärlek blommar än - 1998[3]-1999[4]
- I kväll ska vi ha fest - 2001[5]

### Fotnoter
1. ↑  Discogs
2. ↑  ”Historia”. Tommys. Arkiverad från originalet den 1 augusti 2013. https://web.archive.org/web/20130801184619/http://www.tommys-musik.fi/SWE/historia.php. Läst 9 augusti 2015.
3. ↑  ”Svensktoppen”. Sveriges Radio. 29 november 1998. http://sverigesradio.se/p4/svetop/1998/981128sv.htm. Läst 9 augusti 2015.
4. ↑  ”Svensktoppen”. Sveriges Radio. 20 februari 1999. http://sverigesradio.se/p4/svetop/1999/990220sv.htm. Läst 9 augusti 2015.
5. ↑  ”Svensktoppen”. Sveriges Radio. 20 oktober 2001. http://sverigesradio.se/p4/svetop/2001/011006sv.htm. Läst 9 augusti 2015.